# الدوري الهولندي الدرجة الأولى 2007–08
الدوري الهولندي الدرجة الأولى 2007–2008 هو الموسم الثاني والخمسون من الدوري الهولندي الدرجة الأولى منذ إنشائه في عام 1956. فاز بهذا الموسم نادي فولندام.

## الفرق
يشارك 20 نادي في الدوري: النادي الذي يحتل المرتبة الأولى في هذا الدوري يتأهل مباشرة إلى الدوري الهولندي الممتاز، تأهل في هذه الدوري نادي فولندام.